# Хэллоуин 4: Возвращение Майкла Майерса
«Хэллоуин 4: Возвращение Майкла Майерса» (англ. Halloween 4: The Return Of Michael Myers) — американский фильм ужасов 1988 года. Слэшер снятый режиссёром Дуайтом Х. Литтлом, сценарий — Алан Б. МакЭлрой, в главных ролях — Дональд Плезенс, Элли Корнелл, и Даниэль Харрис. Четвёртая часть франшизы рассказывает о том, как Майкл Майерс возвращается в Хэддонфилд, чтобы убить свою племянницу Джейми Ллойд, дочь Лори Строуд, и его бывший психиатр доктор Сэм Лумис снова преследует его.
Как следует из названия, фильм знаменует возвращение Майкла Майерса после его отсутствия в «Хэллоуин 3: Время ведьм» (1982). Это прямое продолжение «Хэллоуина 2» (1981), в котором игнорируются события «Сезона ведьм», которые происходили в другой последовательности, чем в первых двух фильмах. Первоначально Джон Карпентер и сопродюсер Дебра Хилл намеревались создать серию антологий, в которой будут включены только первые два фильма. Хэллоуин 4 изначально задумывался как история о привидениях, но после плохого приёма Хэллоуина III, из-за того, что он не является продолжением истории Майкла, фильм снова представил его, и с тех пор он остаётся главным антагонистом сериала.
Вышедший в США 21 октября 1988 года фильм «Хэллоуин 4» собрал 17,8 миллиона долларов внутри страны при бюджете в 5 миллионов долларов и получил в основном негативные отзывы критиков. Тем не менее, фильм, как и весь сериал в целом, с момента выхода на экраны приобрёл культовый статус. Годом позже вышло прямое продолжение — «Хэллоуин 5: Месть Майкла Майерса».

## Сюжет
30 октября 1988 года. Прошло 10 лет после взрыва в хэддонфилдской мемориальной больнице. Майкл Майерс (Джордж П. Уилбур) и Сэм Лумис (Дональд Плезенс) выжили, но получили сильные травмы: все эти 10 лет Майкл пребывает в коме в риджмонском федеральном санатории. Лумис формально больше не отвечает за Майкла, поскольку, по мнению специалистов, последний парализован и больше не сможет ходить. В итоге против воли Лумиса Майкла решают переправить в лечебницу в Смитс-Гроув, откуда он сбежал 10 лет назад. Уже в карете скорой помощи у санитаров, сопровождающих Майкла, заходит разговор о наличие у того каких-нибудь родственников, которые могли бы оформить над ним опеку, чтобы он перестал быть обузой для властей. Выясняется, что в Хэддонфилде живёт его племянница Джейми Ллойд, дочь его сестры Лори Строуд. Сразу после этого Майкл убивает санитаров.
31 октября 1988 года, Хэддонфилд. Джейми Ллойд живёт в приёмной семье Карузерсов, у которых её мать Лори когда-то работала няней для их дочери Рэйчел. Девочку постоянно мучают кошмары о таинственном мужчине, и она не подозревает, что жестокий маньяк и есть незнакомец из видений. И он — её дядя. Сводная сестра Джейми, Рейчел, вынуждена отказаться от свиданий с Брэйди (Саша Дженсон), чтобы присматривать за Джейми в эту ночь. Между тем, доктор Лумис отправляется на поиски Майерса, идя по кровавому следу из трупов на пути маньяка.
В магазине маскарадных костюмов Майкл крадёт маску и сталкивается с Джейми, которую Рейчел привезла, чтобы купить костюм для Хэллоуина. Девочка выбирает милый костюм клоуна, постоянно находясь под пристальным наблюдением Майерса. Лумис прибывает в город и уговаривает нового шерифа Миккера (Бью Старр) помочь ему с поисками маньяка.
Во время сбора сладостей Рейчел узнаёт, что Брейди изменял ей с дочерью шерифа, Келли (Кэтлин Кинмонт). Она начинает выяснять отношения, в итоге потеряв Джейми, за которой по пятам следует Майерс, отключивший подачу света на электростанции, где он убил работника. Приехав в полицейский участок, Лумис и шериф, найдя два трупа, понимают, что Майкл побывал и здесь.
Вскоре они находят Рейчел и Джейми и отвозят в дом Миккеров, где Лумис рассказывает Джейми правду о её семье и Майкле. Майкл появляется в доме шерифа, убив Логана, одного из полицейских, и Келли, а затем пустившись в погоню за Брэйди, Рейчел и Джейми. Он убивает юношу, а затем загоняет Рейчел и Джейми на крышу, где происходит несчастный случай — Рейчел падает вниз, но выживает, а Джейми сбегает от Майерса и встречает доктора Лумиса, с которым прячется в начальной школе. Майерс нападает на доктора Лумиса и почти добирается до Джейми, но Рейчел вовремя спасает сестру.
Они просят о помощи у водителя грузовика и его друзей, но Майкл убивает всех поочерёдно, пока в живых не остались лишь Рейчел и Джейми. Рейчел сбивает Майерса, и вскоре на место прибывает полиция. Джейми подходит к телу Майерса и берёт его за руку. Маньяк приходит в себя, полиция открывает беспрерывный огонь, и Майерс падает в шахту.
Тем же вечером миссис Каррузерс становится жертвой Джейми — девочка убила приёмную мать так же, как много лет назад Майкл убил свою сестру Джудит. Джейми, вся в крови, с ножницами в руках, а доктор Лумис, Рейчел, мистер Каррузерс и шериф Миккер с ужасом смотрят на девочку.

## В ролях
| Актёр            | Роль                         |
| ---------------- | ---------------------------- |
| Джордж П. Уилбур | Майкл Майерс                 |
| Дональд Плезенс  | доктор Сэм Лумис             |
| Элли Корнелл     | Рейчел Каррузерс             |
| Даниэль Харрис   | Джейми Ллойд                 |
| Майкл Патаки     | Доктор Хоффман               |
| Бью Старр        | шериф Бен Микер              |
| Кэтлин Кинмонт   | Келли Микер                  |
| Саша Дженсон     | Брэйди                       |
| Джин Росс        | Эрл                          |
| Кармен Филпи     | преподобный Джексон П. Сэйер |
| Рэймонд О’Коннор | охранник                     |
| Джефф Олсон      | Ричард Каррузерс             |
| Карен Элстон     | Дарлин Каррузерс             |

## Производство

### Развитие
Хэллоуин был запрещен в Хэддонфилде, и я думаю, что основная идея заключалась в том, что если вы попытаетесь что-то подавить, это только сильнее поднимет голову. Самой [попыткой] стереть память о Майкле Майерсе [подростки] собирались по иронии судьбы вернуть его к жизни.
После Хэллоуина III: Сезон ведьмы исполнительный продюсер Мустафа Аккад хотел продвинуться дальше в сериале и вернуть Майкла Майерса. Продюсер Пол Фриман, друг Аккада, у которого есть длинный список авторов, объяснил журналу Fangoria в 1988 году, что люди выходили из кинотеатров после просмотра «Хэллоуина III» со словами: «Где Майкл?». К Джону Карпентеру обратилась компания Cannon Films, которая только что закончила выпуск в 1986 году « Техасской резни бензопилой 2», с просьбой написать сценарий к запланированному фильму «Хэллоуин 4». Дебра Хилл планировала продюсировать фильм, а Карпентер объединился с Деннисом Эчисоном, который под псевдонимом Джек Мартин, написал две книги, описывающие события — «Хэллоуин II (1981)» и «Хэллоуин III: Сезон Ведьм (1982)», для того, чтобы написать сценарий для «Хэллоуина 4» . Первоначально Джо Данте был выбранным Карпентером режиссёром проекта.
Однако Аккад отверг сценарий Этчисона, назвав его «слишком интеллектуальным» и настаивая на том, что в любом новом продолжении Хэллоуина Майерс должен быть убийцей из плоти и крови. В интервью Этчисон объяснил, как он получил телефонный звонок, в котором ему сообщили об отклонении его сценария. Этчисон сказал: "Мне позвонила Дебра Хилл и она сказала: «Деннис, я просто хотела, чтобы ты знал, что мы с Джоном продали нашу долю в названии „Хэллоуин“, и, к сожалению, твой сценарий не был частью сделки».
Карпентер и Хилл передали все свои права Аккаду, который получил право собственности. Аккад сказал: «Я только что вернулся к основам Хэллоуина, в „Halloween 4“, и это было самым успешным». Поскольку Карпентер отказался продолжать свое участие в сериале, был найден новый режиссёр. Дуайт Литтл, уроженец Огайо, заменил Карпентера. Литтл ранее снимал эпизоды для «Кошмаров Фредди» и фильма «Кровавый камень».

### Сценарий
25 февраля 1988 года писатель Алан Б. МакЭлрой, уроженец Кливленда, штат Огайо, был приглашен написать сценарий для «Хэллоуина 4» . Забастовка писателей должна была начаться 7 марта того же года. Это заставило МакЭлроя разработать концепцию, представить историю и отправить окончательный вариант менее чем за одиннадцать дней. МакЭлрой придумал, что Бриттани «Бритти» Ллойд, дочь Лори Строуд, будет преследовать её дядя, который сбежал из Риджмонта после десяти лет комы. Доктор Сэмюэл Лумис вместе с шерифом Микером отправляется на поиски Майкла. Обстановкой снова стал Хэддонфилд, штат Иллинойс. Выяснилось, что персонаж Лори Строуд погиб в автокатастрофе, оставив Бритти с семьёй Каррутерс, в которую входила Рэйчел, семнадцатилетняя дочь семьи. Позже имя Бритти было изменено на Джейми, в честь актрисы исполнившей роль Лори Строуд — Джейми Ли Кёртис .
МакЭлрой сказал Fangoria:
Когда я впервые увидел оригинал, я встречался с девушкой и повел её в театр в Бостоне, чтобы посмотреть его. Мы были единственными в этом месте, но она карабкалась через меня. Когда вышел « Хэллоуин II», я был совершенно поражен и увидел его, и у меня было лучшее время. Поэтому, когда режиссёр Дуайт Литтл попросил меня написать сценарий, я ухватился за этот шанс. Здесь я собирался вернуть фигуру Майкла Майерса к жизни. Это часть истории кино. Он действительно икона.
В первоначальном проекте шериф Бен Микер должен был быть убит во время нападения Майерса на дом Микеров. В подвале мог бы начаться пожар и сгорел бы весь дом. Сцена на крыше с Майерсом, Рэйчел и Джейми должна была охватывать пламя. Эта идея была отклонена из-за проблем с бюджетом. Вместо этого было добавлено ощущение «мыльной оперы», которое включало в себя сюжет о любовном треугольнике между Рэйчел, Брэди и Келли Микер, дочерью шерифа.
Режиссер Дуайт Литтл заявил в 2006 году, что в его интерпретации сценария МакЭлроя, персонаж Майкла Майерса играл буквально сбежавшего психически больного человека, а не сверхъестественную фигуру. Литтл подошел к сценарию так, как будто Майерс преследовал Джейми, как средство «связи с ней», но у него не было социальной способности взаимодействовать с ней, и поэтому он прибегал к насилию. Сценарий отсылает к событиям «Хэллоуина II (1981)», когда в больнице Хэддонфилд вспыхивает пожар, и Майерс и Лумис демонстрируют шрамы от ожогов на руках и лицах.

### Кастинг
В актёрский состав «Хеллоуина 4» входил только один актёр из первых двух фильмов — Дональд Плезенс, единственный из оригинальных актёров, который повторил свою роль Сэмюэля Лумиса, психиатра Майкла Майерса. По словам Литтла, Плезенс была «концептуально привержен» роли, но не подписывался на проект, пока не прочитал законченный сценарий. Перед тем, как был выбран сценарий МакЭлроя, продюсеры попросили Джейми Ли Кертис, другого оригинального актёра, повторить её роль Лори Строуд, героини оригинала. Кёртис добилась успеха в киноиндустрии и сделала карьеру, снявшись в таких фильмах, как «Поменяться местами (1983)» и «Рыбка по имени Ванда (1988)». Кёртис отказалась и не хотела продолжать своё участие в фильме, хотя она вернулась для съёмок седьмого фильма о Хэллоуине . В результате её персонаж был вычеркнут и погиб в автокатастрофе, что кратко объясняется в фильме.
В сценарии появилась семилетняя дочь Лори Строуд, Джейми Ллойд. Мелисса Джоан Харт пробовалась на эту роль вместе с другими девушками. Ей противостояла Даниэль Харрис, которая ранее играла в «Одна жизнь, чтобы жить» в роли Саманты Гарретсон; в конце концов, Харрис получила роль после прослушивания в Нью-Йорке. Ребекка Шеффер пробовалась на роль Рэйчел Каррутерс, но была вынуждена отказаться из-за конфликтов в расписании. 23-летняя Элли Корнелл также прошла прослушивание. Корнелл выбрала пробы для фильмов «Хэллоуин 4» и «Кошмар на улице Вязов 4: Повелитель сна» (1988) в роли Кристен Паркер после того, как Патрисия Аркетт отказалась вернуться в роли Кристен. Корнелл выбрала «Хэллоуин 4» и успешно получила роль Рэйчел. Бо Старр был выбран на роль нового шерифа Бена Микера, заменив шерифа Ли Брэкетта (Чарльз Сайферз), а Кэтлин Кинмонт сыграла дочь шерифа Келли. Джордж П. Уилбур был выбран на роль Майкла Майерса.

### Съёмки
Основные съёмки начались 11 апреля 1988 года. Вместо съёмок в Пасадене, штат Калифорния (первоначальное место съёмок и замена Хэддонфилда) из-за высоких затрат, съёмки проходили в Солт-Лейк-Сити, штат Юта, и его окрестностях . Поскольку съёмки проходили в марте, продюсеры были вынуждены имитировать осенние листья и большие тыквы, которые они использовали для создания тыкв, раскрашивая их в оранжевый цвет. «Одна из очевидных проблем при создании четвёртой части чего-либо — заинтересовать современную аудиторию старыми персонажами и темами», — сказал режиссер Дуайт Х. Литтл. «Я пытаюсь передать настроение оригинального Хэллоуина и всё же воспользоваться множеством новых возможностей. Мы пытаемся провести тонкую грань между ужасом и тайной. „Хэллоуин 4“ не будет фильмом типа „топор в лоб“, — согласился Пол Фриман. — В этом фильме есть несколько юмористических моментов, но он не является пародией или насмешкой. Это юмор, который возникает из ситуаций в фильме и быстро превращается в ужас».
Джордж П. Уилбур, сыгравший Майкла Майерса, носил под костюмом хоккейные колодки, чтобы выглядеть физически более внушительно, и его часто снимали в зеркальном отражении или не по центру, чтобы зрители могли увидеть его скорее «по частям». чем иметь всеобъемлющий взгляд. Во время съёмок актёры и съёмочная группа постарались успокоить Даниэль Харрис, поскольку в то время она была ещё маленьким ребёнком, и позаботились о том, чтобы она не слишком испугалась и знала, что всё это не настоящее; с этой целью Уилбур регулярно снимал маску перед ней, чтобы напомнить ей, что это всего лишь фильм, и он не собирался причинять ей боль.
Поздние ночные сцены вызвали проблемы с актёрским составом. Гарлан Уайльд, бригадир фильма, был ранен во время сцены между Брэди и Майерсом, когда уронил фонарь и случайно порезал себе запястья. Его срочно доставили в больницу. Кроме этого, снимая сцену на крыше, Элли Корнелл вскрыла живот на большом гвозде, сползая с крыши, хотя она продолжала снимать сцену, несмотря на потерю значительного количества крови. Во время большинства ночных сцен Дональд Плэзенс настолько замёрз, что в большинстве сцен он носил шляпу без ведома съёмочной группы. Это привело к повторной съёмке более шести часов отснятого материала. Съёмки длились около 41 дня, и Элли Корнелл и Даниэль Харрис должны были присутствовать на съёмках 36 из этих дней.
Во время съёмок считалось, что для этого фильма будет повторно использована традиционная маска капитана Кирка 1975 года. Однако маски давно не было, и новую купили в местном магазине костюмов для Хэллоуина. Продюсеры хотели протестировать маску и посмотреть, как она будет выглядеть без правок. Пробная сцена была снята и при просмотре продюсерам не понравилось, как получилась маска. Она якобы была заново переделана, но не соответствовала оригиналу, и продюсеры посчитали, что она слишком старая, и решили использовать новую маску. Некоторые сцены пришлось переснимать с новой маской. Единственная оставшаяся сцена — это когда Лумиса выбрасывают через стеклянную дверь; когда Майкл подходит к нему сзади, видно неизменённое лицо и светлые волосы.
После просмотра чернового варианта фильма режиссёр Дуайт Х. Литтл и продюсер Мустафа Аккад решили, что насилие в фильме слишком мягкое, и начался дополнительный день «съёмок крови». Визажист по спецэффектам Джон Карл Бюхлер (режиссёр «Пятница, 13-е, часть 7: Новая кровь») был приглашён для создания большого пальца во лбу и скручивания шеи деревенского деревенщины, которое можно увидеть в финальной версии фильма.
Интересный факт: в сцене когда Майкл Майерс бросает доктора Лумиса в школе, у него белые волосы. Почему? Эта сцена была снята самой первой. Тогда в фильме хотели использовать старую маску, но волосы у неё выцвели и стали белыми.

### Музыка
Партитура была исполнена Аланом Ховартом, который помогал Джону Карпентеру на «Хэллоуине II» и «Хэллоуине III» . Ховарт получил одобрение Дуайта Х. Литтла, прежде чем он смог принять предложение, создав новую партитуру, которая отсылает к оригиналу, но с синтезаторным поворотом. Ховарт также включил новые треки, такие как «Jamie’s Nightmare», «Return of the Shape» и «Police Station». Саундтрек был выпущен на компакт-диске 28 сентября 1988 года.

## Релиз
«Хэллоуин 4: Возвращение Майкла Майерса» открылся в 1679 кинотеатрах 21 октября 1988 года и собрал 6 831 250 долларов за первые выходные, заняв первое место в прокате. Он также занял первое место во второй уик-энд, а общий внутренний валовой сбор в США составил 17 768 757 долларов, став шестым лучшим фильмом в серии Хэллоуина.

### Рецензии
Фильм получил негативную критику. В настоящее время у него 31 % на Rotten Tomatoes на основе 29 обзоров, со средней оценкой 4,1 из 10. Согласно консенсусу критиков сайта, «Хэллоуин 4: Возвращение Майкла Майерса» может вернуть убийцу в маске, но не предлагает интуитивного страха и изобретательности оригинала". На Metacritic он получил 34 балла из 100 на основе отзывов 10 критиков, что указывает на «в целом неблагоприятные отзывы».
Кэрин Джеймс из The New York Times раскритиковала фильм за отказ от сильных сторон оригинального фильма, заявив, что «напряжение и психологический ужас уступили место сверхчеловеческой силе и стойкости». Variety сочло фильм «без излишеств, качественная картина». Ричард Харрингтон из The Washington Post заявил, что фильм «очень дешевая подделка своего прототипа, но не наполовину такой интуитивный». Ким Ньюман из Empire сказал: «Невероятно, что фильм может быть так похож на всё ещё захватывающий оригинальный фильм Карпентера, и в то же время быть таким глупым, небрежным и трудоёмким, как Хэллоуин 4».
Время отнеслось к фильму относительно доброжелательно, многие современные отзывы были более позитивными. JoBlo.com сказал: «Фильм напряженный, с хорошими убийствами и потрясающим финалом. Майкл Майерс вернулся и в хорошей форме; это мой любимый Хэллоуин после первого». IGN объявил, что «Хэллоуин 4: Возвращение Майкла Майерса, выделяется как второй лучший фильм во всей серии». Dread Central сказал: «Хэллоуин 4 — сильное продолжение, фильм ужасов и фильм Хэллоуина». DVD Talk сказал: "Несмотря на недостатки, Хэллоуин 4 является одним из лучших слэшеров конца 1980-х годов, особенно в эпоху, когда этот поджанр находился в состоянии резкого упадка "

### Релиз на VHS и DVD
Фильм был впервые выпущен на VHS в мае 1989 года в качестве проката компанией CBS / FOX Home Entertainment. Он поступил в продажу в октябре 1989 года, чтобы совпасть с театральным выпуском «Хеллоуина 5: Месть Майкла Майерса». В 2006 году компания Anchor Bay Entertainment выпустила специальные выпуски этого фильма и его продолжение на DVD. Дополнения включают в себя панель Halloween 4/5 На съезде Return to Haddonfield Convention, театральный трейлер, Halloween 4 Final Cut — документальный фильм «за кулисами», комментарий с Даниэль Харрис и Элли Корнелл, а также ещё один комментарий Алана Макэлроя и Энтони Маси. Halloween 4, наряду с Halloween 5, а также Blu-ray, стандартным DVD и расширенным изданием Halloween, был выпущен с первым диском документального фильма Halloween: 25 Years of Terror и The Shape’s mask в 2008 году в ограниченном 30-летнем бокс-сете первого фильма. Фильм был выпущен на Blu-ray в Германии 4 мая 2012 года в США 21 августа 2012 года.
В Великобритании «Halloween 4» изначально был выпущен в формате VHS, права на распространение которого первоначально принадлежали Braveworld в начале 1990-х годов, а затем — Legend. 17 июня 2002 года компания Digital Entertainment выпустила фильм на видеокассете, а 5 сентября 2002 года была выпущена вторая версия, содержащая «широкоэкранную презентацию». Anchor Bay Entertainment впервые выпустила фильм на DVD в «Special Edition» 28 января 2002 года, тогда как Digital Entertainment выпустила фильм на DVD несколько месяцев спустя, 5 сентября 2002 года, что совпало с их новым выпуском VHS, и дополнительный выпуск через дистрибьюторскую компанию «Голливуд» 27 октября 2003 года, которая также выпустила набор, содержащий фильмы Улли Ломмеля «Бугимен (фильм, 1980)», «Бугимен 2» и «Хэллоуин 5: Месть Майкла Майерса», а также другой набор, содержащий фильм «Кровавый залив» Марио Бавы. После этого Anchor Bay приобрела права на все последующие выпуски домашнего видео и снова выпустила «Halloween 4» с фильмом 1986 года «Дом» в двухдисковом бокс-сете 6 февраля 2006 года. Переизданный DVD был снова предоставлен Anchor Bay 11 октября 2010 года, на котором есть театральный трейлер и короткометражка «Inside Halloween 4». Anchor Bay выпустила фильм, как часть DVD-набора «Коллекция Хэллоуина» 15 октября 2012 года, который содержал первые пять фильмов о Хэллоуине. «Halloween 4» был выпущен на Blu-ray 15 октября 2012 года и содержит новый звук Dolby TrueHD 5.1 и специальные функции, включая аудиокомментарии с актёрами Элли Корнелл и Даниэль Харрис, аудиокомментарии с режиссёром Дуайтом Х. Литтлом и автором Justin Beahm, Хеллоуин 4 / 5 панельная дискуссия, и театральный трейлер.
Фильм был выпущен на Blu-ray в Германии 4 мая 2012 года в США — 21 августа 2012 года и в Австралии — 2 октября 2013 года.

### Книга
Николас Грабовски по мотивам фильма написал и опубликовал книгу, содержащую 224 страницы. Роман точно следует за событиями фильма с некоторыми изменениями. В 2003 году роман был переиздан с новым материалом и обложкой под названием «Halloween IV: The Special Limited Edition».

### Комментарии
1. ↑  4-й, 5-й и 6-й фильмы никогда не раскрывают, что случилось с Лори и отцом Джейми, в четвёртом фильме только упомянуто, что Джейми осиротела в ноябре 1987 года.